# 부분군
군론에서, 부분군(部分群, 영어: subgroup)은 스스로 군을 이루는, 주어진 군의 부분 집합이다. 즉, 군의 부분 집합이 부분군이 되려면, 항등원을 원소로 하며, 임의의 원소들의 곱을 원소로 하며, 임의의 원소의 역원을 원소로 하여야 한다. 부분군은 보편대수학에서의 부분 대수 구조의 특수한 경우이다. 모든 부분군은 부분 모노이드이지만, 군의 부분 모노이드는 부분군이 아닐 수 있다.

## 정의
부분군은 군의 대수 구조 다양체에서의 부분 대수 구조이다. 구체적으로, 군 {\displaystyle G}의 부분군은 다음 세 조건을 만족시키는 부분 집합 {\displaystyle H\subseteq G}이다.
- {\displaystyle 1\in H}. 즉, 항등원은 {\displaystyle H}에 속한다.
- 임의의 {\displaystyle g,h\in H}에 대하여, {\displaystyle gh\in H}. 즉, {\displaystyle H}의 두 원소의 곱은 {\displaystyle H}에 속한다.
- 임의의 {\displaystyle g\in H}에 대하여, {\displaystyle g^{-1}\in H}. 즉, {\displaystyle H}의 원소의 역원은 {\displaystyle H}에 속한다.

항등원을 유일한 원소로 하는 부분 집합 {\displaystyle \{1\}\subseteq G}는 {\displaystyle G}의 부분군을 이룬다. 이를 {\displaystyle G}의 자명 부분군(自明~, 영어: trivial ~)이라고 한다. 군 전체 {\displaystyle G\subseteq G}는 {\displaystyle G}의 부분군이다. {\displaystyle G}가 아닌 {\displaystyle G}의 부분군을 {\displaystyle G}의 진부분군(眞~, 영어: proper ~)이라고 한다.
만약 {\displaystyle H}가 {\displaystyle G}의 부분군이라면, 흔히
{\displaystyle H\leq G}
라고 쓴다. 만약 {\displaystyle H}가 {\displaystyle G}의 부분군이며, {\displaystyle H\neq G}라면, 흔히
{\displaystyle H\lneq G}
라고 쓴다.
부분군 {\displaystyle H\leq G}은 {\displaystyle G}의 연산을 물려받아 스스로 군을 이룬다. {\displaystyle G}의 이항 연산을 {\displaystyle \cdot \colon G\times G\to G}라고 하였을 때, 이를 {\displaystyle H} 위로 제한한 이항 연산
{\displaystyle \cdot |_{H\times H}\colon H\times H\to H}
을 정의할 수 있다. (일반적인 부분 집합의 경우, 공역을 {\displaystyle H}로 제한하지 못할 수 있다.) 또한, {\displaystyle H}와 이 이항 연산은 군의 공리를 만족시킨다. {\displaystyle H} 위의 결합 법칙은 {\displaystyle G} 위의 결합 법칙의 특수한 경우이다. {\displaystyle G}의 항등원은 {\displaystyle H}에 속하며, 이는 {\displaystyle H}의 항등원을 이룬다. 임의의 {\displaystyle a\in H}에 대하여, {\displaystyle a}의 {\displaystyle G}에서의 역원은 {\displaystyle H}에 속하며, 이는 {\displaystyle a}의 {\displaystyle H}에서의 역원이다.

## 성질

### 필요충분조건
군 {\displaystyle G} 및 부분 집합 {\displaystyle H\subseteq G}에 대하여, 다음 세 조건이 서로 동치이다.
- {\displaystyle H\leq G}
- {\displaystyle H\neq \varnothing }이며, 임의의 {\displaystyle a,b\in H}에 대하여 {\displaystyle ab\in H}이며, 임의의 {\displaystyle a\in H}에 대하여 {\displaystyle a^{-1}\in H}이다.
- {\displaystyle H\neq \varnothing }이며, 임의의 {\displaystyle a,b\in H}에 대하여 {\displaystyle ab^{-1}\in H}이다.

유한군의 (공집합이 아닌) 부분 집합의 경우, 연산에 대하여 닫혀 있는 것으로 부분군이 되기에 충분하다. 구체적으로, 군 {\displaystyle G} 및 유한 부분 집합 {\displaystyle H\subseteq G}에 대하여, 다음 두 조건이 서로 동치이다.
- {\displaystyle H\leq G}
- {\displaystyle H\neq \varnothing }이며, 임의의 {\displaystyle a,b\in H}에 대하여 {\displaystyle ab\in H}이다.

증명:
첫째 조건은 자명하게 둘째 조건을 함의한다. 이제, 둘째 조건을 가정하고, {\displaystyle H}가 {\displaystyle G}의 부분군임을 보이자. 임의의 {\displaystyle a\in H}의 역원이 {\displaystyle H}에 속함을 보이면 충분하다. 만약 {\displaystyle a=1}이라면, {\displaystyle a^{-1}=1=a\in H}이다. 이제, {\displaystyle a\neq 1}이라고 하자. 가정에 따라,
{\displaystyle \{a,a^{2},a^{3},\dots \}}
는 {\displaystyle H}의 부분 집합이다. {\displaystyle H}가 유한 집합이므로, {\displaystyle \{a,a^{2},a^{3},\dots \}} 역시 유한 집합이다. 즉, {\displaystyle a^{i}=a^{j}}인 양의 정수 {\displaystyle i\neq j}가 존재한다. 편의상 {\displaystyle i<j}라고 하자. 양변에 {\displaystyle a^{-i}}를 곱하면 {\displaystyle a^{j-i}=1}을 얻는다. 즉, {\displaystyle a^{-1}=a^{j-i-1}}이다. {\displaystyle a\neq 1}이므로, {\displaystyle j-i\geq 2}이며, {\displaystyle j-i-1}은 양의 정수이다. 즉, {\displaystyle a^{-1}=a^{j-i-1}}은 {\displaystyle a}의 양의 정수 번 거듭제곱이다. 가정에 따라, {\displaystyle a^{-1}\in H}이다.

### 합집합과 교집합
주어진 군의 임의의 수의 부분군들의 교집합은 부분군이다. 특히, 군 {\displaystyle G} 및 부분 집합 {\displaystyle S\subseteq G}에 대하여, {\displaystyle S}를 포함하는 {\displaystyle G}의 모든 부분군들의 교집합은 {\displaystyle G}의 부분군을 이룬다. 이는 {\displaystyle S}를 포함하는 {\displaystyle G}의 최소의 부분군이다. 구체적으로, 이 부분군은 다음과 같다.
{\displaystyle \langle S\rangle =\{g_{1}g_{2}\cdots g_{n}\colon n\in \mathbb {N} ,\;g_{1},\dots ,g_{n}\in S\cup S^{-1}\}}
여기서
{\displaystyle S^{-1}=\{s^{-1}\colon s\in S\}}
이다. {\displaystyle S}가 한원소 집합인 경우, {\displaystyle \langle S\rangle }는 순환군이다. {\displaystyle S}가 유한 집합인 경우, {\displaystyle \langle S\rangle }는 유한 생성 군이다. {\displaystyle S}가 부분군일 필요충분조건은 {\displaystyle S=\langle S\rangle }이다.
주어진 군의 부분군들의 합집합은 부분군이 아닐 수 있다. 예를 들어, 두 부분군 {\displaystyle H,K\leq G}에 대하여, {\displaystyle H\cup K\leq G}일 필요충분조건은 {\displaystyle H\subseteq K}이거나 {\displaystyle K\subseteq H}인 것이다. {\displaystyle 2\mathbb {Z} }와 {\displaystyle 3\mathbb {Z} }는 {\displaystyle (\mathbb {Z} ,+)}의 부분군이지만, {\displaystyle \langle 2\mathbb {Z} \cup 3\mathbb {Z} \rangle =\mathbb {Z} }이다. x측과 y축은 {\displaystyle (\mathbb {R} ^{2},+)}의 부분군이지만, 그 합집합을 포함하는 최소의 부분군은 {\displaystyle \mathbb {R} ^{2}}이다. 그러나, 부분군들의 족이 포함 관계에 의하여 상향 집합을 이룬다면, 그 합집합은 부분군이다. 특히, 군 {\displaystyle G}의 부분군들의 열 {\displaystyle H_{0},H_{1},H_{2},\dots \leq G}에 대하여, 만약
{\displaystyle H_{0}\leq H_{1}\leq H_{2}\leq \cdots }
라면, {\displaystyle \textstyle \bigcup _{i\in I}H_{i}}는 {\displaystyle G}의 부분군이다.

### 부분군 격자
임의의 주어진 군 {\displaystyle G}의 부분군들은 포함 관계 아래 대수적 완비 격자 {\displaystyle \operatorname {Sub} (G)}를 이룬다. 부분군 격자에서, 부분군의 집합 {\displaystyle (H_{i})_{i\in I}}의 하한은 교집합 {\displaystyle \textstyle \bigcap _{i\in I}H_{i}}이며, 상한은 부분군들의 합집합을 포함하는 최소의 부분군
{\displaystyle {\biggl \langle }\bigcup _{i\in I}H_{i}{\biggr \rangle }=\{h_{1}\cdots h_{n}\colon h_{1}\in n\in \mathbb {N} ,\;H_{i_{1}},\cdots ,h_{n}\in H_{i_{n}},\;i_{1},\dots ,i_{n}\in I\}}
이다. 최소 원소는 자명 부분군 {\displaystyle \{1\}\leq G}이며, 최대 원소는 {\displaystyle G\leq G}이다. 콤팩트 원소는 유한 생성 부분군들이다.

### 잉여류와 라그랑주 정리

아벨 군 와 부분군 에 대한 4개의 잉여류. 는 와 동형이다. 4개의 잉여류,,, 는 같은 크기의 겹치지 않는 집합으로 를 분할한다. 몫군 는 와 동형이다.

부분군 {\displaystyle H\leq G}가 주어졌을 때, {\displaystyle G} 위에 다음과 같은 두 개의 동치 관계를 정의할 수 있다.
{\displaystyle g\sim _{\operatorname {left} }k\iff k^{-1}g\in H}
{\displaystyle g\sim _{\operatorname {right} }k\iff gk^{-1}\in H}
두 동치 관계에 대한 {\displaystyle g\in G}의 동치류는 각각 왼쪽·오른쪽 잉여류
{\displaystyle gH=\{gh\colon h\in H\}}
{\displaystyle Hg=\{hg\colon h\in H\}}
이다. ({\displaystyle h\in H}에 대하여 {\displaystyle hH=Hh=H}이므로, {\displaystyle H} 역시 왼쪽 잉여류이자 오른쪽 잉여류이다.) 따라서, 임의의 군은 서로 다른 왼쪽 잉여류들로 분할되며, 또한 서로 다른 오른쪽 잉여류들로 분할된다. 모든 왼쪽·오른쪽 잉여류의 크기는 일치하며, 이는 부분군의 크기 {\displaystyle |H|}와 같다. 왼쪽 잉여류들과 오른쪽 잉여류들 사이에는 다음과 같은 일대일 대응이 존재한다.
{\displaystyle gH\mapsto Hg^{-1}}
따라서, 왼쪽·오른쪽 잉여류의 수는 일치하며, 이를 {\displaystyle H}의 {\displaystyle G}에서의 지표라고 한다. {\displaystyle G}를 왼쪽 또는 오른쪽 잉여류로 분할하여 세면 {\displaystyle G}의 크기가 {\displaystyle H}의 크기와 지표의 곱임을 알 수 있다. 특히, {\displaystyle G}가 유한군인 경우 {\displaystyle |H|}는 {\displaystyle |G|}의 약수이다.:90 이를 라그랑주 정리라고 한다.

### 정규 부분군과 몫군
만약 {\displaystyle G}가 아벨 군이라면, 교환 법칙에 의하여 왼쪽·오른쪽 잉여류를 구분할 필요가 사라진다. 보다 일반적으로, {\displaystyle H}가 {\displaystyle G}의 정규 부분군인 경우, 항상 {\displaystyle gH=Hg}이며, 모든 잉여류의 집합
{\displaystyle G/H=\{gH\colon g\in G\}}
위에 이항 연산
{\displaystyle (gH)(g'H)=gg'H}
을 정의할 수 있다. (일반적인 부분군의 경우, {\displaystyle gH=kH}, {\displaystyle g'H=k'H}이더라도 {\displaystyle gg'H\neq kk'H}일 수 있으므로 위 정의는 유효하지 않다.) 또한, 이 이항 연산은 군의 공리들을 만족시킨다. 이렇게 정의한 군 {\displaystyle G/H}를 {\displaystyle G}의 {\displaystyle H}에 대한 몫군이라고 한다.
유한군의 부분군의 지표가 군의 크기의 최소 소인수라면, 이 부분군은 정규 부분군이다. 특히, 지표 2의 부분군은 항상 정규 부분군이다.

## 예
- 짝수 정수들은 정수의 덧셈군의 부분군이다: 두 개의 짝수를 더하면 짝수를 얻는다.
- 환 {\displaystyle R}의 이데알은 덧셈군 {\displaystyle R}의 부분군이다.
- 벡터공간의 선형 부분공간은 벡터의 덧셈군의 부분군이다.
- {\displaystyle A}를 아벨군이라 하자; 유한 주기를 갖는 {\displaystyle A}의 원소들은 {\displaystyle A}의 부분군을 형성하는데, 이를 {\displaystyle A}의 꼬임 부분군이라 한다.

### 순환군
순환군의 부분군은 항상 순환군이다. 유한 {\displaystyle n}차 순환군
{\displaystyle \operatorname {Cyc} (n)=\langle g|g^{n}=1\rangle }
의 부분군은 {\displaystyle n}의 양의 약수와 일대일 대응한다. 구체적으로, {\displaystyle d\mid n}에 대하여,
{\displaystyle \langle g^{d}\rangle \cong \operatorname {Cyc} (n/d)}
는 크기 {\displaystyle n/d}의 유일한 부분군이며, 이는 {\displaystyle n/d}차 순환군이다.
무한 순환군
{\displaystyle \operatorname {Cyc} (\infty )=\langle g|\rangle }
의 부분군은 음이 아닌 정수와 일대일 대응한다. 구체적으로, {\displaystyle n\geq 0}에 대하여,
{\displaystyle \langle g^{n}\rangle \cong \operatorname {Cyc} (\infty )}
은 지표 {\displaystyle n}({\displaystyle n=0}인 경우 {\displaystyle \aleph _{0}})의 유일한 부분군이며, 무한 순환군이다. 특히, 무한군은 스스로와 동형인 진부분군을 가질 수 있다.
순환군은 아벨 군이므로, 모든 부분군이 정규 부분군이며, 몫군 역시 순환군이다.

### 정이면체군
정이면체군의 부분군은 순환군이거나 정이면체군이다. {\displaystyle n}차 정이면체군
{\displaystyle \operatorname {Dih} (n)=\langle r,s|r^{n}=s^{2}=(rs)^{2}=1\rangle }
의 부분군들은
{\displaystyle \{d\colon d\mid n\}\cup \{(d,i)\colon d\mid n,\;0\leq i\leq d-1\}}
의 원소들과 일대일 대응한다. 구체적으로, {\displaystyle d\mid n}에 대하여,
{\displaystyle \langle r^{d}\rangle \cong \operatorname {Cyc} (n/d)}
는 {\displaystyle n/d}차 순환 부분군이다. 마찬가지로, {\displaystyle d\mid n} 및 {\displaystyle 0\leq i\leq d-1}에 대하여,
{\displaystyle \langle r^{d},sr^{i}\rangle \cong \operatorname {Dih} (n/d)}
는 부분군이며, {\displaystyle n/d}차 정이면체군과 동형이다. 또한, 이 목록은 겹치지 않는다.
{\displaystyle n}이 홀수인 경우, {\displaystyle \operatorname {Dih} _{n}}의 부분군들의 켤레류의 목록은 다음과 같다.
- {\displaystyle d\mid n}에 대하여, {\displaystyle \{\langle r^{d}\rangle \}}
- {\displaystyle d\mid n}에 대하여, {\displaystyle \{\langle r^{d},r^{i}s\rangle \colon 0\leq i\leq d-1\}}

{\displaystyle n}이 짝수인 경우, 다음과 같다.
- {\displaystyle d\mid n}에 대하여, {\displaystyle \{\langle r^{d}\rangle \}}
- 홀수 {\displaystyle d\mid n}에 대하여, {\displaystyle \{\langle r^{d},r^{i}s\rangle \colon 0\leq i\leq d-1\}}
- 짝수 {\displaystyle d\mid n}에 대하여, {\displaystyle \{\langle r^{d},r^{i}s\rangle \colon 0\leq i\leq d-1,\;i\equiv 0{\pmod {2}}\}}
- 짝수 {\displaystyle d\mid n}에 대하여, {\displaystyle \{\langle r^{d},r^{i}s\rangle \colon 0\leq i\leq d-1,\;i\equiv 1{\pmod {2}}\}}

특히, {\displaystyle \operatorname {Dih} _{n}}의 정규 부분군의 목록은 다음과 같다. {\displaystyle n}이 홀수인 경우,
- {\displaystyle d\mid n}에 대하여, {\displaystyle \langle r^{d}\rangle }
- {\displaystyle \operatorname {Dih} _{n}}

{\displaystyle n}이 짝수인 경우,
- {\displaystyle d\mid n}에 대하여, {\displaystyle \langle r^{d}\rangle }
- {\displaystyle \langle r^{2},s\rangle }
- {\displaystyle \langle r^{2},rs\rangle }
- {\displaystyle \operatorname {Dih} _{n}}

또한, 정이면체군의 임의의 몫군은 정이면체군이다.

### 대칭군
4차 대칭군 {\displaystyle \operatorname {Sym} (4)}의 부분군은 총 30개이며, 이는 11개의 켤레류를 갖는다. {\displaystyle \operatorname {Sym} (4)}의 부분군 격자를 나타내는 하세 도형은 다음과 같다.

## 참고 문헌
1. ↑  Dummit, David S.; Foote, Richard M. (2004). 《Abstract algebra》 (영어) 3판. 치체스터: Wiley. ISBN 0-471-43334-9. MR 2286236. OCLC 248917264. Zbl 1037.00003.

- Jacobson, Nathan (2009), Basic algebra, 1 (2nd ed.), Dover, ISBN 978-0-486-47189-1.
- Hungerford, Thomas (1974), Algebra (1st ed.), Springer-Verlag, ISBN 9780387905181.
- Artin, Michael (2011). 《Algebra》 (영어) 2판. Prentice Hall. ISBN 978-0-13-241377-0. IA algebra0000arti_e8q5_2edi.

## 같이 보기
- 카르탕 부분군
- 피팅 부분군
- 안정자군
- 고정점 부분군